# Gary Anderson (giocatore di football americano 1961)
Gary Wayne Anderson (Columbia, 18 marzo 1961) è un ex giocatore di football americano statunitense che ha militato nel ruolo di running back nella United States Football League (USFL), nella National Football League (NFL) e nella Canadian Football League (CFL).

## Carriera

### USFL
Anderson fu scelto nel primo giro (ventesimo assoluto) del Draft NFL 1983 dai San Diego Chargers ma non riuscì a trovare un accordo contrattuale. Firmò così con i Tampa Bay Bandits della USFL nel 1983. Anderson promosse una causa legale contro il suo primo Jerry A. Argovitz e i Tampa Bay Bandits, asserendo che Argovitz non avesse correttamente riportato l'offerta dei Chargers e che avesse spinto il giocatore verso i Bandits in cambio di una franchigia della USFL (gli Houston Gamblers).
Anderson iniziò la stagione in ritardo ma divenne presto il running back titolare dei Bandits, chiudendo con 516 yard corse e 4 touchdown. L'anno seguente corse 1.008 yard e guide la lega con 19 touchdown segnati. La sua miglior stagione nella USFL fu quella del 1985, in cui corse 1.207 yard e segnò 16 touchdown. Durante la sua permanenza della lega fu convocato per un All-Star Game e chiuse al quarto posto di tutti i tempi della USFL per yard corse. 

### NFL
Nel 1985 Anderson firmò con I San Diego Chargers, venendo utilizzato principalmente come running back di riserva e kick returner. Il 17 novembre 1985 ritornò un kickoff per 98 yard in touchdown, il più lungo di tutta la stagione nella NFL. Nel 1986 ricevette 80 passaggi per 871 yard e 8 touchdown, venendo convocato per il Pro Bowl. Continuò a essere una riserva e a giocare negli special team per i Chargers fino al 1988, quando divenne il running back titolare, correndo 1.119 yard.
Nel 1989 Anderson non disputò alcuna partita per una disputa contrattuale con i Chargers. Fece ritorno nel 1990 con i Tampa Bay Buccaneers, correndo 646 yard. Fu il loro running back di riserva fino al 1993, quando giocò brevemente con i Detroit Lions prima di ritirarsi.

### CFL
Nel 1995 Anderson tornò dal ritiro per scendere in campo con la nuova squadra della CFL, i Memphis Mad Dogs, dove ritrovò il suo allenatore della USFL, Pepper Rodgers. Nell'unica stagione nella lega corse 523 yard e segnò 3 touchdown su corsa e uno su ricezione. Quando le squadre statunitensi della CFL fallirono, i Saskatchewan Roughriders lo selezionarono nel dodicesimo turno del draft di dispersione, ma fu svincolato prima dell'inizio della stagione 1996.

## Palmarès
- Convocazioni al Pro Bowl: 1

1986
- PFWA All-Rookie Team - 1985